# Gerald Schoenfeld Theatre
Il Gerald Schoenfeld Theatre, precedentemente noto come Plymouth Theatre, è un teatro di Broadway sito nel quartiere di Midtown Manhattan a New York.

## Storia
Il teatro, progettato da Herbert J. Krapp, è stato aperto al pubblico nel 1918 con il nome di Plymouth Theatre. Il teatro fu affittato da Arthur Hopkins e dopo la sua morte, avvenuta nel 1948, il teatro passò di mano alla Shubert Organization, che ribattezzò Gerald Schoenfeldt Theatre nel 2005.
Nel corso della sua storia, il teatro ha ospitato le prime (mondiali o di Broadway) di acclamate opere teatrali, tra cui Il divo Garry (1946), Vite in privato (1948), Equus (1974), The Real Thing (1984), Burn This (1988), The Heidi Chronicles (1989) e Dancing at Lughnasa (1991). Il Gerald Schoenfeld Theatre ha visto anche allestimenti di alcuni musical, tra cui Passion (1994), Jekyll & Hyde (1997-2001), A Chorus Line (2007), The Bridges of Madison County (2014) e dal 2017 il musical Come From Away è in cartellone al teatro. Dal marzo 2020 al gennaio 2021 il teatro è rimasto chiuso a causa della pandemia di COVID-19 del 2019-2021. Nel corso degli oltre cent'anni della sua storia, le scene del teatro sono state calcate da star internazionali come Al Pacino, Helen Mirren, Nathan Lane, Matthew Broderick, Alec Baldwin, Jessica Lange, Glenn Close, Jeremy Irons, Anthony Perkins, John Lithgow, Dianne Wiest e John Malkovich.